# Уунарток-Кекерток
Уунарток-Кекерток (гренл. Uunartoq Qeqertoq, Острів Потепління) — безлюдний острів біля східного узбережжя Гренландії в комуні Сермерсоок за 550 км від Північного полярного кола. До 2005 року його вважали півостровом, поки льоди, розтанувши, не виявили протоку. 
У вересні 2005 року американський дослідник Денніс Шмітт виявив, що півострів, який був з'єднаний із Землею Ліверпуля льодом ще в 2002 році, став островом. До цього товстий шар льоду не дозволяв виявити воду і зрозуміти, що перед дослідниками острів, а не півострів. Представники наукової спільноти вважають, що причиною такого «перетворення» стало глобальне потепління. 
Острів має форму літери W, що повернена зубцями на північ. Довжина «основи» — близько 5,5 км, довжина «зубців» — по 2-3 км.
Після повідомлення Шмітта про новий острів, з ним у суперечку вступив кліматолог і скептик теорії глобального потепління  Патрик Майклз, який на своєму сайті World Climate Report заявив, що цей острів можна було спостерігати ще в 1950-х роках, а отже глобальне потепління тут ні до чого. Майклз надав карту початку 1950-х років із книги Arctic Riviera (1957) Ернста Хофера, на якій видно острів Потепління, але Шмітт заявив, що ця карта складена неакуратно, вказавши на інші її неточності, що стосуються добре вивчених об'єктів регіону. Втім, жоден з опонентів не навів фотодоказів своєї правоти.
Острів відзначений у 13-му виданні Атласу світу Times (2011) , скандально відомому через те, що в ньому Ґренландський льодовиковий щит втратив 15% своєї площі за 12 років. У відповідь на це американський Національний центр даних снігу і льоду вказав редакторам атласу, що якби Гренландія дійсно втратила таку кількість льоду, то рівень Світового океану виріс би на цілий метр, чого не спостерігається. Можливо, помилка пов'язана з тим, що укладачі атласу використовували карту, яка показує лише найтовстіші ділянки крижаного щита.

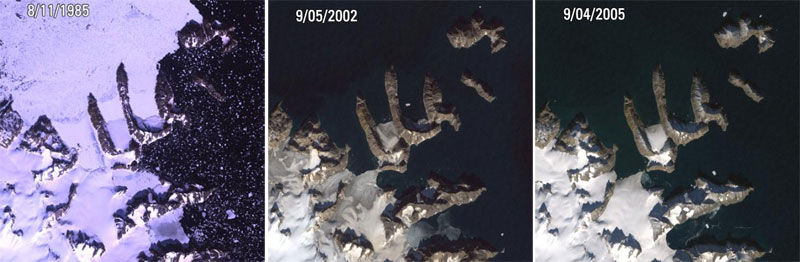
Три супутникові знімки острова-півострова. Зліва направо: серпень 1985 року, вересень 2002 і вересень 2005 року. Добре помітно танення льоду з плином часу.